# 世界汽車工業國際協會
世界汽車工業國際協會（法語：Organisation internationale des constructeurs automobiles；）即世界汽車工業的國際團體，協會總部位置設立在法國巴黎。

## 概述

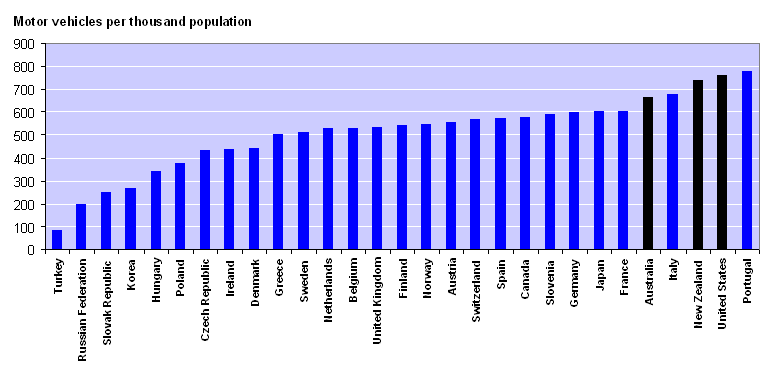
2008年汽工會調查的世界每千人擁有汽車國家排名

OICA成立1919年，目前大約是42個國家的汽車相關團體成員，為汽車工業業者間的意見交換、汽車相關規定的協議，國際性車展覽會的認定、調協會成員的技術活動，世界汽車生產的統計等相關事宜。

### 任務
1. 連繫各個國家的汽車工業協會。
2. 學習與發展和汽車業未來有關的相關議題。
3. 收集且流通在協會成員之中的相關資料。
4. 討論協會成員關切的問題，制定政策和指導方向。
5. 密切與各國政府以及國際機構合作，描繪具有國際水準的汽車產業。
6. 推廣國際機構和公眾傳播及促進汽車產業政策和發展方向。

### 會員
依國家英文字母排列：

#### 各國會員
- 阿根廷汽車工業協會（Asociación de Fabricas de Automotores；ADEFA）
- 澳洲汽車工業會議所（Federal Chamber of Automotive Industries；FCAI）
- 奧地利汽車工業協會（Fachverband der Fahrzeugindustrie Österreichs；FFÖ）
- 比利時汽車工業協會（Fédération Belge de l'Industrie de l'Automobile et du Cycle；FEBIAC a.s.b.l.）
- 巴西汽車工業協會（Associação Nacional dos Fabricantes de Veículos Automotores；ANFAVEA）
- 中国汽车工业协会（China Association of Automobile Manufacturers；CAAM）
- 捷克汽車工業協會（Automotive Industry Association；AIA）
- 埃及汽車製造業協會（Egyptian Automobile Manufacturers Association；EAMA）
- 法國汽車工業協會（Comité des Constructeurs Français d'Automobiles；CCFA）
- 德國汽車工業協會（Verband Der Automobilindustrie e.V.；VDA）
- 匈牙利汽車工業協會（Association of the Hungarian Automotive Industry；AHAI）
- 印尼汽車工業會（Association of Indonesian Automotive Industries；GAIKINDO）
- 義大利汽車工業協會（Associazione Nazionale Fra Industrie Automobilistiche；ANFIA）
- 日本汽車工業協會（日本自動車工業会）
- 韓國汽車工業協會（한국자동차공업협회(漢：韓國自動車工業協會)）
- 荷蘭汽車工業協會（Nederlandse Vereniging de Rijwiel-En-Automobielindusrie RAI；RAI VERENIGING）
- 葡萄牙汽車工業協會（Associação dos Industriais de Montagem de Automóveis；AIMA）
- 羅馬汽車工業協會（Asociatia Producatorilor si Importatorilor de Automobile；APIA）
- 俄國汽車工業協會（ASSOCIATION OF AUTOMAKERS；OAR）
- 塞爾維亞汽車製造業協會（Association of Motor Vehicle Manufacturers of Serbia；UPDVS）
- 斯洛伐克汽車工業協會（Automotive Industry Association of the Slovak Republic；AIA SR）
- 南非汽車工業協會（National Association of Automobile Manufacturers of South Africa；NAAMSA）
- 西班牙汽車工業協會（Asociación Española de Fabricantes de Automóviles y Camiones；ANFAC）
- 瑞典汽車工業協會（BIL）
- 瑞士汽車工業協會（Auto-Suisse - Association Importateurs Suisses d'Automobiles）
- 泰國汽車工業協會（The Thai Automotive Industry Association；TAIA）
- 土耳其汽車製造業協會（OTOMOTİV SANAYİİ DERNEĞİ；OSD）
- 烏克蘭汽車製造業協會（Association of Ukrainian Motor Vehicle Manufacturers；Ukrautoprom）
- 英國汽車製造業和商業公司（Society of Motor Manufacturers and Traders Ltd.；SMMT）
- 美國汽車製造業連盟（Alliance of Automobile Manufacturers；Alliance）
- 烏茲別克汽車進貨公司（Uzavtosanoat State Stock Company）

#### 同盟會員
- 欧洲汽车工业协会（Association des Constructeurs Européens d'Automobiles；ACEA）
- 保加利亞汽車進口商聯盟（Union of the Importers of Automobiles in Bulgaria；UAIB）
- 克羅埃西亞汽車進口商和經銷商協會（Association of Vehicle Importers and Distributors；AVID）
- 丹麥
- 愛沙尼亞（MOTOREX）
- 芬蘭汽車進口商協會（AUTOTUOJAT r.y.；AT）
- 希臘汽車進口商協會（Association of Motor Vehicle Importers Representatives；AMVIR）
- 拉脫維亞汽車經銷商協會（Latvian Authorized Automobile Dealers Association；LAADA）
- 立陶宛汽車技術協會（Lithuanian Autoenterpreneurs Association；LAA）
- 挪威
- 美國汽車製造業交易協會（Truck Manufacturers Association；TMA）

### 議會

#### 議會幹部
- 議會長：Bernd Gottschalk，德國汽車工業協會
- 第一副議會長：Carlo Sinceri，義大利汽車工業協會
- 副議會長兼會計：Manuel Gomez，法國汽車工業協會
- 副議會長：Bertil Molden，瑞典汽車工業協會
- 副議會長：Moon Hoh，韓國汽車製造業協會
- 副議會長：Yoshiyasu Nao，日本汽車工業協會
- 副議會長：Peter Sturrock，澳洲汽車工業會議所
- 副議會長：Ercan Tezer，土耳其汽車製造業協會
- 副議會長：Nico Vermeulen，南非汽車製造業協會
- 副議會長：Fred Webber，美國汽車製造業連盟

#### 議會書記
- 秘書長兼議會指導：Yves van der Straaten
- 議會指導代理：Olivier Fontaine
- 議會指導代理：Stu Showler

### 委員會
1. 汽車展覽委員會：1956年，正式成立。負責參加國際汽車展示的汽車製造商制訂相關政策。例如：國際汽車展覽會的規則、國際性汽車展覽會的認定、國際汽車展覽的日期，並協調安排不同的汽車展覽會場。
2. 汽車技術委員會：1956年，正式成立。負責協調協會成員的技術活動，並作為「聯合國歐洲經濟委員會」（United Nations Economic Commission for Europe；UNECE）內部「世界汽車法規協調論壇」（World Forun for the Harmonization of Vehicle Regulations；WP29）的技術顧問[5]。例如：噪音、節能、空氣污染、主動安全系統和被動安全系統。
3. 汽車產業經濟委員會：1975年，正式成立。負責影響汽車未來和工業經濟及相關社會因素的分析。例如：產業經濟、道路交通、運輸政策、稅務、節能、環保。
4. 汽車統計委員會：1994年，正式成立。負責收集與整理汽車行業活動等方面的數據。例如：生產、銷售、註冊、貿易。

## 備註
1. 1 2   (PDF) (报告). 世界汽车工业国际协会. 2020-12-04  [2024-03-18]. （原始内容存档 (PDF)于2024-03-18） （英语）.
2. ↑  . 世界汽车工业国际协会.   [2024-03-18]. （原始内容存档于2024-03-18） （英语）.
3. ↑  . 世界汽车工业国际协会.   [2024-03-18]. （原始内容存档于2024-03-18） （英语）.
4. ↑  中國汽車產量世界排名超越西班牙 （页面存档备份，存于），國際經貿局
5. ↑  2005 WMTC：世界機車測試程序[永久]，機械工業雜誌2006年11月，劉福榮，122-125頁

## 外部連結
- 世界汽車工業國際協會（Organisation Internationale des Constructeurs d'Automobiles；OICA）（页面存档备份，存于）